# Productividad marginal
En  teoría microeconómica, la productividad marginal o producto marginal de un factor productivo es la variación en la cantidad producida de un bien, motivada por el empleo de una unidad adicional de ese factor productivo, permaneciendo constante la utilización de los restantes factores. Por ejemplo, la variación en la producción de un determinado bien cuando se emplean seis personas en lugar de cinco. Dicho producto, está afectado por la ley de los rendimientos decrecientes. 
El producto marginal del trabajo es el producto adicional que se obtiene cuando la cantidad de trabajo utilizada se incrementa en una unidad. 
El producto marginal es la variación que experimenta el PT al utilizar una unidad adicional de factor. 

## Formulación
La productividad marginal de un factor puede ser expresada de acuerdo con la siguiente fórmula:

{\displaystyle PM={\frac {\Delta Y}{\Delta X}}}

donde
{\displaystyle \Delta X} es la variación en la utilización del factor productivo (usualmente una unidad) y
{\displaystyle \Delta Y} es la variación en la cantidad producida del bien.
Si el producto y el factor son infinitamente divisibles, las unidades marginales se hacen infinitesimales, la productividad marginal es la derivada matemática de la función de producción con respecto a ese factor productivo. Suponiendo que el bien producido Y es dado por la siguiente función de producción
{\displaystyle Y=F(K,L)}
donde K y L son los factores productivos (capital y trabajo). La productividad marginal del capital (PMK) y la productividad marginal del trabajo (PML) vienen dados por:
{\displaystyle PMK={\frac {\partial F}{\partial K}}}
{\displaystyle PML={\frac {\partial F}{\partial L}}}

## Curva de productividad marginal
La productividad marginal inicialmente crece, llega a un máximo, que coincide con el punto de inflexión de la función de producción total; comienza a disminuir y finalmente se vuelve negativa. A medida que se añade más factor variable (trabajo) al capital fijo (maquinaria), entra en juego la denominada ley de los rendimientos decrecientes. Las curvas de productividad marginal y media están muy relacionadas. Se puede observar gráficamente que cuando la productividad marginal es mayor que la productividad media, esta última es creciente. De forma inversa cuando la productividad marginal es menor que la productividad media, esta se hace decreciente. La productividad marginal y media se cruzan en el punto que esta última alcanza su máximo. Este volumen de producción recibe el nombre de óptimo técnico....

## Ley de los rendimientos decrecientes
La ley de los rendimientos decrecientes afirma que a medida que se añaden cantidades adicionales de un factor productivo en la producción de un bien, manteniendo el empleo del resto de los factores sin variación, se alcanza un punto a partir del que la producción total aumenta cada vez menos. Así, a partir de un cierto punto, existen rendimientos marginales decrecientes. Esta ley es más bien una observación empírica bien testimoniada, para numerosos procesos productivos.
En términos matemáticos, esta ley implica que conviene incrementar cualquier factor productivo -por ejemplo, el factor trabajo-, hasta el punto en que la derivada del producto marginal es cero () que es la condición necesaria para un máximo matemático. Una vez alcanzado ese punto si se incrementa en una unidad más, horas de trabajo o trabajadores a tiempo completo, la producción marginal podría ser decreciente [nota: si Y es el producto total; es el producto marginal y donde esta función sea nula, tenemos el máximo de la función de producción]. Entonces, el aporte de este nuevo trabajador al producto total será inferior al anterior . De esta manera, la Ley de los Rendimientos Decrecientes indica lo siguiente: 

A medida que la cantidad de un input o factor productivo aumenta (bajo el supuesto ceteris paribus), llega un punto a partir del cual el producto marginal de éstos disminuye.

Considérese el siguiente ejemplo: se dispone de un trabajador y una hectárea de tierra, de donde se obtiene una producción de 2000 kilos de trigo con un trabajador. Supongamos que, como sucede frecuentemente, es más rentable contratar algunos trabajadores adicionales que comprar hectáreas de tierra, para ampliar la producción. Por esa razón se asume que hectárea de tierra es una constante y el número de trabajadores se convierte en variable, cuyo valor puede escogerse al planificar la producción.
Suponga que un trabajador adicional aumentaría mucho la producción por lo tanto la producción obtenida será más eficiente a la producida por un solo trabajador. Este trabajador adicional sobre la producción total se denominaría productividad marginal del trabajo. El aporte de trabajadores adicionales, aumente la producción hasta un cierto punto que deja de ser eficiente, ya que muchos trabajadores en una misma zona se estorbarían y por tanto la productividad se vería reducida.
En términos económicos, lo ideal sería contratar más trabajadores hasta el punto en que la productividad marginal es igual a cero, porque si empleáramos un trabajador más obtendríamos una menor producción, originando pérdidas.
En conclusión, la ley de la productividad marginal nos dice que al aumentar la cantidad de producción, manteniendo el resto de factores constantes, llegamos a un punto en el que el producto marginal del factor variable disminuye.
Una consecuencia de este enunciado es que la demanda de un input o factor productivo, y consecuentemente su precio, está relacionada directamente con su productividad marginal, y el precio a pagar por este no puede ser superior al que aporta a la producción total. Es decir, la remuneración del factor productivo debe ir correlacionada con su productividad marginal. Lo que implica que, en el caso del factor trabajo, su precio (salario real) no puede incrementar sin incrementos en la productividad del mismo, de lo contrario el sistema productivo, en cuestión, entraría en una fase no viable. 
Por ejemplo, si el Estado fija un salario mínimo por hora o lo incrementa "artificialmente" con derechos y garantías laborales (pensiones, seguro médico, prestaciones sociales, etc.), desequilibraría los mercados, porque se correría el riesgo de que en muchos de ellos, las retribuciones sean mayores a la productividad marginal del llamado "factor trabajo". 
Este tipo de conclusiones son ampliamente defendidas por los economistas que pregonan el modelo liberal clásico y, por ello, consideran que los mercados deben "auto regular", ya que los Gobiernos sólo afectan negativamente el desarrollo general de la economía y la sociedad. 

### Ejemplo
Esta ley generalmente se ejemplifica considerando la variación en los niveles de producción agrícola -tal como lo planteó David Ricardo-, que resultan de modificar la cantidad de inputs en el corto plazo. 
Por ejemplo, si uno tiene una parcela de tierra y un trabajador, se podrá tener una producción de, digamos, 10 sacos de granos. 
Dado que para ampliar la producción sólo podemos contratar trabajadores (a corto plazo) y no comprar hectáreas de tierra, entonces la parcela se vuelve una "constante", y el número de trabajadores se convierte en una variable y el valor se modifica. 
De esta manera, si se contratara un trabajador extra, la producción sería de, por ejemplo, 24 sacos de grano. Es decir, la producción obtenida esmás que proporcional respecto a la situación inicial de un solo trabajador. 
En la medida en que uno sigue contratando trabajadores, la producción aumenta, hasta un punto en que ya no es posible que esto suceda y se reduce. 
En la práctica esto es lógico, porque quizá muchos trabajadores que se sitúan en unos pocos metros de tierra, se entorpecerían y su productividad individual y colectiva bajaría. 
Esto queda más claro en la siguiente tabla: 
| Parcela | No. Camareras | Producto Total | Producto Marginal del Trabajo |
| ------- | ------------- | -------------- | ----------------------------- |
| 1       | 1             | 10             | ---                           |
| 1       | 2             | 24             | 14                            |
| 1       | 3             | 39             | 15                            |
| 1       | 4             | 52             | 13                            |
| 1       | 5             | 61             | 9                             |
| 1       | 6             | 66             | 5                             |
| 1       | 7             | 66             | 0                             |
| 1       | 8             | 64             | -2                            |

Se observa que el producto marginal llega un máximo de 15 a partir de este punto es cuando aparecen los rendimientos decrecientes. Cuando la cantidad de un inputs aumenta y la de los demás permanece constante, se llega a un punto a partir del cual el producto marginal de los inputs disminuye " 
La tecnología (innovación) tiene un papel clave en esta ley en generar nuevos contextos productivos que superan los anteriores, pero también limitados a la presente Ley

## Productividad marginal y distribución de la renta
Dentro de los países, existen además diferencias de ingreso importantes en diversos sectores de la economía. Así los trabajadores muy cualificados suelen tener sueldos notoriamente más altos que los no cualificados. Estas diferencias se consideran en gran parte una consecuencia de la teoría de la productividad marginal, que sugiere que el salario está relacionado con la productividad marginal.